# آلومای دریاهای جنوب (فیلم ۱۹۲۶)
آلومای دریاهای جنوب (انگلیسی: Aloma of the South Seas) یک فیلم صامت در سبک درام به کارگردانی موریس تورنو است که در سال ۱۹۲۶ منتشر شد. این فیلم پرفروش‌ترین فیلم سال ۱۹۲۶ است و چهارمین فیلم پرفروش دهه ۱۹۲۰ میلادی. این فیلم، یک فیلم گمشده به حساب می‌آید. فیلم آلومای دریاهای جنوب (۱۹۴۱)، بازسازی این فیلم است.

## بازیگران
- گیلدا گری
- پرسی مارمونت
- وارنر بکستر
- ویلیام پاول
- هری تی. موری
- نوبل جانسون
- فرانک مونتگومری
- جولن جانسون